# Auzouville-sur-Saâne
Auzouville-sur-Saâne – miejscowość i gmina we Francji, w regionie Normandia, w departamencie Sekwana Nadmorska.
Według danych na rok 1990 gminę zamieszkiwały 153 osoby, a gęstość zaludnienia wynosiła 48 osób/km² (wśród 1421 gmin Górnej Normandii Auzouville-sur-Saâne plasuje się na 746. miejscu pod względem liczby ludności, natomiast pod względem powierzchni na miejscu 828.).